# ريكاردو فيغا
ريكاردو فيغا (بالإسبانية: Ricardo Vega)‏ هو لاعب كرة قدم نيكاراغوي، ولد في 20 ديسمبر 1982. شارك مع منتخب نيكاراغوا لكرة القدم. أما مع النوادي، فقد لعب مع Real Estelí FC ‏.

## وصلات خارجية
- ريكاردو فيغا على موقع الاتحاد الدولي (مؤرشف)  (الإنجليزية)
- ريكاردو فيغا على موقع قاعدة بيانات كرة القدم.إي يو (الإنجليزية)
- ريكاردو فيغا على موقع ناشيونال فوتبول تيمز (الإنجليزية)